# 3030 Vehrenberg
3030 Vehrenberg eller 1981 EH16 är en asteroid i huvudbältet som upptäcktes den 1 mars 1981 av den amerikanska astronomen Schelte J. Bus vid Siding Spring-observatoriet. Den är uppkallad efter astronomen Hans Vehrenberg.
Asteroiden har en diameter på ungefär 4 kilometer.